# Melanichneumon townesi
Melanichneumon townesi är en stekelart som beskrevs av Heinrich 1961. Melanichneumon townesi ingår i släktet Melanichneumon och familjen brokparasitsteklar. Inga underarter finns listade i Catalogue of Life.